# Miniavventure di One Piece

Absalom mentre legge il giornale su cui appare una cover delle miniavventure Cosa staranno facendo ora? (あの人は今, Ano hito wa ima).

One Piece viene pubblicato su Weekly Shōnen Jump e ogni capitolo ha una pagina iniziale col titolo. Mentre la maggior parte dei mangaka la usa per espandere il capitolo di una pagina o per metterci un'illustrazione non legata alla storia, Eiichirō Oda a volte vi illustra le avventure di nemici sconfitti o di altri personaggi secondari, creando così una loro storia secondaria con nuovi personaggi spesso non appartenenti alla trama principale. Queste miniavventure fanno effettivamente parte della trama, svolgendosi in parallelo alla storia principale, ma soltanto alcune sono state inserite nell'anime: quella di Bagy, quella di Kobi e Hermeppo, quella di Wapol e quelle dei membri della ciurma di Cappello di paglia dopo la loro separazione alle isole Sabaody. Nell'anime compaiono inoltre delle copertine delle miniavventure di Portuguese D. Ace e di "Dove sono ora?" come articoli dei giornali letti dai personaggi.

## Elenco miniavventure
Le mini avventure di Bagy (バギー一味冒険記?, Bagī ichimi bōken-ki), cap. 35-75, ep. 46-47
Dopo aver perso la maggior parte del suo corpo, Bagy viaggia per mare e giunge sull'isola degli animali strani, dove fa amicizia con Gaimon. Incontra poi Albida, con la quale stipula un'alleanza e si ricongiunge alla sua ciurma sull'isola della tribù Kumate (クマテ族?, Kumate-zoku), un clan di cannibali che vorrebbero cucinarli e mangiarli. Bagy e Albida sconfiggono gli indigeni e il clown riprende tutte le sue parti del corpo precedentemente disperse da Monkey D. Rufy.
Diario di Kobi e Hermeppo (コビメッポ奮闘日記?, Kobimeppo funtō nikki), cap. 83-119, ep. 68-69
Kobi e Hermeppo sono diventati mozzi nella Marina. Mentre sono di corvé sulla nave del viceammiraglio Monkey D. Garp, che trasporta il padre di Hermeppo Morgan per l'esecuzione capitale, quest'ultimo evade dalla prigione del veliero e rapisce il figlio, come ostaggio. Rendendosi conto che il padre non gli ha mai voluto bene, Hermeppo scappa, non prima di promettere a Morgan che un giorno, diventato ammiraglio, lo catturerà. Nonostante l'incidente, Garp decide di portare i due con sé alla sede centrale per allenarli.
Il paradiso danzante di Jango (ジャンゴのダンス天国?, Jango no dansu tengoku), cap. 126-172
Jango, a causa di un incidente, si separa dai pirati Kuroneko. Giunto su Mirrorball Island incontra Fullbody, con il quale stringe amicizia,  e dopo che i due hanno sgominato i pirati del Tulipano e il loro capitano Yurikah (ユリカー?, Yurikā), decide di entrare a far parte della Marina ammaliato dalla bellezza di Hina.
La passeggiata di Hacchan sul fondo del mare (はっちゃんの海底散歩?, Hacchan no kaitei sanpo), cap. 182–228
Hacchan fugge dalla prigione e viaggia per mare, dove salva la sirena Kayme e la stella marina Pappagu dai pirati di Macro (マクロ一味?, Makuro ichimi). Realizza poi il suo sogno di aprire un chiosco di takoyaki con i suoi due nuovi amici.
L'urrà onnivoro di Wapol (ワポルの雑食バンザイ?, Waporu no zasshoku banzai), cap. 236-262, episodio 778
Wapol, dopo essere stato scagliato via da Drum da Rufy, è presto ridotto in povertà. Grazie ai suoi poteri però riesce a creare una catena di negozi di giocattoli e in breve diventa ricco e famoso come sperava, sposando anche Miss Universo (ミスウニバース?, Misu Unibāsu).
La grande ricerca di Barbanera di Ace (エースの黒ひげ大捜査線?, Ēsu no Kurohige daisōsasen), cap. 272-305
Mostra il viaggio di Portuguese D. Ace in cerca di Barbanera. Durante la sua caccia, Ace scambia il dottor Gru Nera (Dr. クロツル?, Dokutā Kurotsuru) per Teach e lo attacca, facendo infuriare i cittadini che lo buttano dentro un fiume. Viene tratto in salvo da una giovane lattaia di nome Moda (モーダ?) che gli chiede un piccolo favore: consegnare una lettera alla base G-2 della Marina. Infiltrandosi nella base, il pirata riesce a trovare importanti documenti.
L'accidentale vita nel Mare Blu di Gedatsu (ゲダツのうっかり青海暮らし?, Gedatsu no ukkari seikai-gurashi), cap. 314-348
Gedatsu, dopo essere stato sconfitto da TonyTony Chopper, cade dal cielo e finisce nel deserto di Alabasta, dove decide di aiutare Goro (ゴロー?, Gorō), lo zio di Kosa, a costruire delle terme, che verranno anche visitate dalla principessa Nefertari Bibi.
Miss Goldenweek e l'operazione denominata "Meet Baroque" (ミスG・Wの作戦名「ミーツ・バロック」?, Misu Gōruden Wīku no sakusenmei "Mītsu Barokku"), cap. 359-413
Segue le disavventure di Miss Golden Week, Miss Valentine e Mr. 5, che scappano da Little Garden dopo aver udito della caduta della Baroque Works. Dopo essere arrivati sull'isola Kulka, gli ex agenti vengono immediatamente avvistati da Hina, che cattura Miss Valentine, ma Mr. 2 Von Clay impersona Mr. 3 e lancia un attacco a sorpresa. Miss Golden Week e Mr. 5 ne approfittano per liberare la loro compagna e si infiltrano nella prigione dove sono rinchiusi gli altri compagni, ma Crocodile non sente il bisogno di fuggire e Mr. 1 rimane con lui. Insieme a Miss Doublefinger, Mr. 4 e Miss Merry Christmas, raggiungono un locale abbandonato, il Cactus Saloon, lo ristrutturano e aprono il nuovo Spiders Cafe. Nella prigione vengono condotti anche Mr. 2 e Mr. 3, catturati da Hina, e i quattro vengono deportati a Impel Down.
Cosa staranno facendo ora? (あの人は今?, Ano hito wa ima), cap. 424-427 (Skypiea), cap. 486-490 (Water 7)
Mostra cosa stanno facendo personaggi comparsi in precedenza.
Ener e le grandi manovre nello spazio (エネルのスペース大作戦?, Ener no supēsu daisakusen), cap. 428-474
Ener, grazie all'Arca Maxim, giunge sulla Luna, scoprendo che il satellite ha un'atmosfera respirabile ed è popolato da robot soldati simili a talpe, gli Spacey (スペーシー?, Supēshī), perennemente in lotta con i pirati spaziali (宇宙海賊?, uchū kaizoku). Ener sconfigge questi ultimi con gran facilità, poi, entrato nella cittadella sotterranea degli Spacey, li elettrifica, e, poiché sono robot, così facendo li risveglia. Ener osserva poi gli affreschi della città, chiamata Bilca, e scopre che le antiche popolazioni celesti vivevano lì. In seguito emigrarono sul pianeta blu per mancanza di risorse, lasciando dietro di sé gli Spacey. Gli Spacey, riconoscenti nei confronti del dio, si mettono al suo servizio.
Resoconto del personale del CP9 (CP9の任務外報告?, CP9 no ninmugai hōsoku), cap. 491-528
I membri del CP9, traditi dal loro ex capo Spandam e ricercati con l'accusa di tradimento, cercano di salvare Rob Lucci, che è ancora privo di sensi dopo il combattimento con Rufy. Si recano a St. Popula e cercano di costruirsi un futuro; qui, dopo che Lucci, ferito gravemente, si risveglia, sconfiggono i pirati Candy (キャンディ海賊団?, Kyandi kaizoku-dan). Le loro azioni allertano la Marina, che invia un contingente per eliminarli. Sconfitta anche questa truppa, chiamano Spandam, dicendo che un giorno lo troveranno e lo uccideranno. Il capo del CP9, dal canto suo, complotta con il padre Spandine per eliminare i suoi precedenti compagni prima che questi possano farlo fuori.
Sanji nell'inferno di Kamabakka, sull'orlo di una crisi di nervi (サンジの地獄よりお気を確かに?, Sanji no Kamabakka yori oki wo tashikani), cap. 543-544, episodio 418-421 e 453-456
Sanji viene spedito da Orso Bartholomew nel luogo che egli stesso chiama "Inferno"; infatti si ritrova nell'isola Momoiro del Regno di Kamabakka, un paese abitato esclusivamente da travestiti. All'inizio sfugge da tutti i travestiti che lo inseguono, ma poi, con gran sorpresa, si vede Sanji danzare con indosso abiti femminili e trucco.
Le bravate di Robin (ロビンのひどい事つるわ?, Robin no hidoi koto tsuru wa), cap. 545-546, episodio 418-421 e 453-456
Nel Mare Orientale, precisamente a Tequila Wolf dove è stata spedita da Orso Bartholomew, Robin viene costretta, assieme agli schiavi già presenti sul posto, a costruire un ponte, in realizzazione da 700 anni, che serve a collegare varie isole. Robin cerca di fuggire e viene aiutata dall'Armata rivoluzionaria, che libera lei e tutti gli schiavi presenti.
Bah, in questi giorni non sono il solito Franky (フランキーの今週のおれダメだ?, Franky no konshū no ore dame da), cap. 548-549, episodio 418-421 e 453-456
Franky si ritrova sull'isola invernale di Karakuri; qui incontra un cane robot di nome Taroimo, accompagnato dal suo padrone, che gli spiega di trovarsi nel regno del futuro di Barjimoa. Dopo essere scappato da un'orda di animali cyborg, Franky si ritrova davanti alla casa abbandonata del dottor Vegapunk, lo scienziato della Marina.
La malattia "Se resto da solo, morirò!" di Usop (ウソップの一人じゃ死ぬ病?, Usoppu no hitori ja shinu byō), cap. 550-551, episodio 418-421 e 453-456
Usop viene spedito da Orso Bartholomew nell'arcipelago Boeing, sull'isola di Greenstone. Qui viene attaccato da vari insetti giganti e piante carnivore, ma in suo aiuto accorre un uomo chiamato Hercules, che lo salva più volte dalla foresta. Dopo aver fatto amicizia, i due trovano una strana foresta piena di cibo e Usop, mangiando troppo, diventa enorme e grasso.
Non sono il vostro cibo idioti (チョッパーの食いモンじゃねェぞ コノヤロー?, Choppā no kuimon janēzo konoyarō), cap. 552-554, episodio 418-421 e 453-456
Chopper si risveglia nel Regno degli uccelli, nel Mare Meridionale, dove viene trovato da due grossi volatili. Qui riesce a cadere giù dal nido, ma un gruppo di nativi del posto vuole mangiarselo. I nativi continuano ad inseguirlo nel tentativo di catturarlo e mangiarlo, ma iniziano poi un combattimento con i grossi volatili, lasciando per il momento in pace Chopper.
Bollettino meteo di Nami (ナミのウェザーリポート?, Nami no Wezā Ripōto), cap. 555-556, episodio 418-421 e 453-456
Nami viene spedita da Orso Bartholomew sull'isola del cielo di Weatheria. Qui, angosciata dalla mancanza dei suoi compagni, incontra un uomo con le sembianze di un anziano stregone di nome Haredas, il quale cerca di farle tornare il sorriso mostrandole una speciale corda che, se sciolta, può regolare il vento nella zona circostante. L'uomo afferma che nel luogo in cui si trovano vengono effettuati studi sul clima atmosferico. Nami segue quindi l'anziano mentre esegue alcuni studi climatici sulla pioggia.
Il ringraziamento di Brook per l'alloggio e le mutandine (ブルックの一宿一パンツのご恩返し?, Burukku no isshuku ippantsu no go'ongaeshi), cap. 557-558, episodio 418-421 e 453-456
Brook viene spedito da Orso Bartholomew sull'isola Namakura. Qui gli abitanti cercano di invocare Satana, per scatenarlo contro i loro nemici della tribù dei braccialunghe, allo scopo di vendicarsi delle angherie subite; ma dal cielo arriva Brook, che viene scambiato per il demonio che si cercava di evocare, per cui gli isolani iniziano a venerarlo. Tre membri dei braccialunghe rapiscono una donna, senza che gli abitanti dell'isola facciano niente per opporsi. Alla fine Brook, non sapendo cosa fare, comincia a scrivere una canzone.
Dove diavolo si sono cacciati gli altri? Che rottura! (ゾロのあいつらどこだ世話がやける?, Zoro no aitsura doko da sewa ga yakeru), cap. 559-560, episodio 418-421 e 453-456
Zoro viene spedito da Orso Bartholomew sull'isola di Kuraigana, lo stesso posto in cui era stata inviata Perona. L'ex nemica cura le ferite di Zoro, stremato per la battaglia all'arcipelago Sabaody; inoltre, per precauzione, gli ruba le spade, temendo che lui la possa attaccare. In seguito Zoro appare guarito, con le sue tre spade, seppure ancora con vistosi bendaggi addosso, e con Perona si dirige nel cimitero dell'isola, in cui vi è una grossa lapide a forma di croce; successivamente Zoro vede l'ombra di un altro spadaccino avvicinarsi verso di lui.
Dalle tolde del mondo (世界の甲板から?, Sekai no kanpan kara), cap. 613-668
Vengono mostrati i cambiamenti a luoghi e personaggi incontrati dalla ciurma dopo i due anni trascorsi.
Il kehihihihi di Caribou nel Nuovo Mondo (カリブーの新世界でケヒヒヒヒ?, Karibū no Shin Sekai de kehihihihi), cap. 674-731, episodio 921
Rimasto sull'isola degli uomini pesce, Caribou continua a seminare terrore rapendo le sirene, ma viene fermato da Jinbe che lo consegna alla base G-5. Catturato dal commodoro Yarisugi, riesce a fuggire grazie all'aiuto del fratello Coribou; in seguito a questa nuova fuga, naufraga su una delle isole protette da Kaido. Lì viene scambiato per il capo dei ribelli locali, comandante Gaburu (ガブル隊長?, Gaburu taichō). Per questo motivo viene prima curato da un'anziana donna che è la nonna di Gaburu, poi viene attaccato da Scotch, ma l'anziana si erge in sua difesa permettendogli la fuga. Quando infine riesce ad avere la meglio su di lui, grazie al fratello, la ciurma e alcuni lavoratori ribellatisi, viene sconfitto e catturato da X Drake che lo porta via sulla sua nave.
Il viaggio solitario di Jinbe il cavaliere del mare (ジンベエの海侠一人旅?, Jinbē no kaikyō hitoritabi), cap. 751-785
Dopo avere consegnato Caribou alla base G-5, Jinbe ritorna indietro e incontra un piccolo gatto di mare smarrito. Quando grazie all'aiuto di un pesce poliziotto riesce a portarlo alla sua città, scopre che questa è sparita. In seguito scopre che una città portuale è stata attaccata da dei mostri marini per via di alcune rovine scagliate in precedenza sulla città. Il colpevole del tutto è un ingenuo Wadatsumi, che Jinbe rimprovera. Quest'ultimo si adopera poi per sistemare le cose e riparte nel suo viaggio con Wadatsumi e un Poignee Griffe trovato tra le rovine.
Dalle tolde del mondo: l'uomo da 500 milioni (世界の甲板から 5億の男編ら?, Sekai no kanpan kara: go-oku no otoko hen), cap. 805-838, episodio 885
Vengono mostrate le reazioni dei personaggi comparsi in precedenza in seguito alle notizie riguardanti i fatti di Dressrosa.
La storia dell'autonominatasi Megaflotta di Cappello di paglia (押し掛け麦わら大船団物語 ?, Oshikake Mugiwara Dai-sendan monogatari), cap. 864-919
Vengono mostrate le vicissitudini della Grande Flotta di Cappello di Paglia in seguito ai fatti di Dressrosa.
Oh my family di Gang Bege (ギャング"ベッジのオーマイファミリー?, "Gyangu" Bejji no ō mai famirī), cap. 948-994
Dopo essere fuggiti da Tottoland, i Pirati Firetank partono alla ricerca di Laura, sorella gemella di Chiffon. Giunti a Dressrosa per raccogliere provviste, vengono a sapere che Laura si trova sull'isola. Durante la loro ricerca, Bege e il suo equipaggio sconfiggono un gruppo di pirati che attaccano l'isola. Dopo che Gotti ha salvato Laura dai marine, Chiffon si riunisce con sua sorella ed entrambe le ciurme scappano dall'isola, incontrando anche Pound, che in precedenza era stato salvato dai pirati Tontatta. Dopo che le due sorelle riconoscono il padre, Laura sposa Gotti ed entrambe le ciurme fuggono dalla Marina.
L'impassibile diario di bordo del Germa 66 (ジェルマ66(ダブルシックス)のあゝ無感情海遊記?, Jeruma Daburu Shikkusu no Ā mukanjō kaiyūki), cap. 1035-1078
Il Germa 66 riesce a fuggire da Tottoland, nonostante Niji e Yonji siano rimasti prigionieri. I due vengono portati a Whole Cake Island affinché i pirati di Big Mom possano effettuare degli esperimenti su di loro, ma Reiju e Ichiji raggiungono l'isola e liberano i fratelli, anche grazie all'aiuto di Caesar, che non era riuscito a fuggire. I cinque raggiungono il Germa, e Caesar e Judge decidono di fondare una nuova organizzazione chiamata Neo MADS. Intanto, Kuzan e Van Ooger attaccano Tottoland e rapiscono Pudding.
Il pellegrinaggio per procura fatto da Yamato, figlio dell'orco, al santuario di Koinari (鬼の子ヤマトの金稲荷代参?, Oni no ko Yamato no ko inari daisan), cap. 1109-in corso
In seguito alla sconfitta di Kaido, Yamato prende la decisione di esplorare il paese di Wa come fece Oden tempo addietro. Kin'emon le affida quindi il compito di portare la spada di Yasuie al tempio di Hakumai.